# 2020年ワンダー・キディ
『2020年ワンダー・キディ』は、1989年にKBS 2TVで放送された韓国のテレビアニメ作品である。日本ではNHK BS2の衛星アニメ劇場で1992年6月1日から6月17日に放映された。全13話。
韓国での原題は『2020年宇宙のワンダーキディ』(2020년 우주의 원더키디) 。

## 概要
韓国制作のテレビアニメが放映され始めて初期の頃の純韓国制作のアニメ。当初から海外輸出を視野に入れて制作された。
トランスフォーマーシリーズのスタッフの一人で、トランスフォーマー ザ・ムービーにおいて監督を務めた経験もあるネルソン・シンと彼が興した会社であるAKOMが関わっていることから、ハドロン電池のデザインは同作品に出てきたマトリクスを意識したものとなっている。

## あらすじ
2020年、地球の人口増加や環境問題から宇宙の本格的開発が行われていた。しかし、主人公アイケンの父親が未知の惑星の探索中に遭難にあってしまう。アイケンは父親を探す為に捜索隊の宇宙船に乗り込み最年少隊員となり、未知の惑星に向かう。

## 登場人物
アイケン
声 - キム・スンウォン／藤田淑子
主人公。行方不明の父親を探す為に捜索隊の宇宙船に忍び込んだ事から隊員として加入する。勇敢で少年にも関わらず優れた射撃力を見せる。
イェーナ
声 - チャン・ユジン／かないみか
ヒロイン。UPO星で暮らしていたが実はアドナ星の王女。首にハドロン電池を身に着けており、デーモンたちに狙われる事になる。
キャプテン
声 - パク・サンイル／千田光男
捜索隊宇宙船の若き船長。
デボ
声 - ムン・ヨンレ／関敬六
捜索隊の一人。
博士
声 - 不明／永井一郎
捜索隊の一人。優しく穏和な性格。宇宙の知識が長けている。
コボット
声 - ソ・ヘジョン／山田恭子
博士に作られたアイケンに従うロボット。
マラー
声 - キム・ソンヒ／中西妙子
邪悪なロボット。指にハドロン電池を身に着けている。もう一つのハドロン電池を手に入れ宇宙征服をしようと目論む。
デーモン
声 - ムン・ヨンレ／不明
マラーと同じく宇宙征服を目論むロボット。ハドロン電池を手に入れようとアイケンたちの狙う。
ビビラ
声 - ソ・ヘジョン／勝生真沙子
マラーの部下。
プリンス
声 - 不明／立木文彦
UPO星の王子。宇宙征服を目論むマラーやデーモンたちと対立しており、アイケンたちにも協力する。

## スタッフ
- 企画：チョ・ボンナム
- 監修：チョ・ギョンチョル
- 原作：キム・デジュン
- 構成：チェ・ジンバク
- タイトル：イ・ヨンボム
- テレシネ：チェ・ヨンギュン、チョン・ヒョンス
- 監督：チョン・セグォン
- 作画監督：キム・ヒョテ、ソン・シニョン
- 原画：ソン・ウォンヨン、クァク・ノス、チョ・ソンオク、キム・ギョンジャ
- 動画作監：キム・ミョンスク、コ・ジョンファン
- 動画：イ・ジェス、ユ・スンヨル、イ・ホンヨン
- 検査：ソン・ソラ
- 線画：キム・ヘジャ、チョ・インスク
- 彩画：キム・ギョンエ、キム・ジンスク、ホ・グンジャ
- 背景監督：イ・ボンス
- 背景：クォン・ヨンナム
- 撮影監督：キム・ジョンジュン
- 演出：オ・セウク、ナム・セハン
- 助演出：ハン・ギュンホ、チェ・ウンギュ
- 進行：イ・ジュンギュ、ハン・ギュンソク
- 進行補助：ユン・ジョンホ、チェ・スンチョン、ナム・ソンミン、ノ・ソンピル
- 制作プロデューサー：キム・ヨンドゥ
- 編集：ファン・ホサム、パク・クンベ、ファン・ビョンホ
- 録音：チョ・ジョンジン
- 効果：チェ・キョンサン
- 音楽：パク・ヒョンシン
- アニメーション制作：世映動画（現：同友アニメーション）
- 制作：KBS、韓国放送事業団、世映動画

日本語版スタッフ
- ナック
- 中村久世
- 金谷和美
- 佐藤良介
- 高桑慎一郎

## 主題歌
主題歌「宇宙のワンダーキディ」
作詞 - チェ・ジンバク / 作曲 - パク・ヒョンシン / 歌 - ソバンチャ

## 各話リスト
| 話数   | サブタイトル             | 原題                                              | 放送日(韓国)   | 放送日(日本)  | 放送日(トゥーニバース) |
| ------ | ------------------------ | ------------------------------------------------- | -------------- | ------------- | ---------------------- |
| 第1話  | 宇宙大事件               | 우주대사건 （宇宙大事件）                         | 1989年 10月6日 | 1992年 6月1日 | 1998年 1月6日          |
| 第2話  | 惑星の秘密               | 행성의 비밀 （惑星の秘密）                        | 10月13日       | 6月2日        | 1998年 1月6日          |
| 第3話  | 肖像画と宇宙魔王         | 초상화와 우주마왕 （肖像画と宇宙魔王）            | 10月20日       | 6月3日        | 1998年 1月6日          |
| 第4話  | 魔王の微笑               | 마왕의 미소 （魔王の微笑）                        | 10月27日       | 6月4日        | 1998年 1月6日          |
| 第5話  | 宇宙少女と神秘のメダル   | 우주소녀와 신비한 메달 （宇宙少女と神秘のメダル） | 11月3日        | 6月5日        | 1998年 1月6日          |
| 第6話  | 飛べ!エアスター          | 날아라! 에어스타 （飛べ!エアスター）              | 11月10日       | 6月8日        | 1998年 1月6日          |
| 第7話  | 魔王星の最後             | 마왕성의 최후 （魔王星の最後）                    | 11月17日       | 6月9日        | 1998年 1月6日          |
| 第8話  | 悲しみの星               | 슬픔의 별 （悲しみの星）                          | 11月24日       | 6月10日       | 1998年 1月6日          |
| 第9話  | イェーナの秘密           | 예나의 비밀 （イェーナの秘密）                    | 12月1日        | 6月11日       | 1月8日                 |
| 第10話 | 悪魔のいたずら           | 악마의 장난 （悪魔のいたずら）                    | 12月8日        | 6月12日       | 1月8日                 |
| 第11話 | マラーの怒り             | 마라의 분노 （マラーの怒り）                      | 12月15日       | 6月15日       | 1月9日                 |
| 第12話 | 最後の反撃               | 최후의 반격 （最後の反撃）                        | 12月22日       | 6月16日       | 1月9日                 |
| 第13話 | お父さんと懐かしい地球へ | 우주의 작은영웅들 （宇宙の小さな英雄たち）        | 12月29日       | 6月17日       | 1月9日                 |